# Coleophora sparsiatomella
Coleophora sparsiatomella é uma espécie de mariposa do gênero Coleophora pertencente à família Coleophoridae.